# Elena Subirats
 (octobre 2018).
Si vous disposez d'ouvrages ou d'articles de référence ou si vous connaissez des sites web de qualité traitant du thème abordé ici, merci de compléter l'article en donnant les références utiles à sa vérifiabilité et en les liant à la section « Notes et références ».
Elena Subirats Simón, née le 30 décembre 1947 et morte le 28 mars 2018, est une joueuse de tennis mexicaine, professionnelle.

## Carrière
Elena Subirats est finaliste junior du tournoi de Wimbledon 1964.
Elle atteint les quarts de finale du Simple dames des Internationaux de France 1968, mais s'incline face à Nancy Richey, future vainqueur dudit tournoi.
Elle est appelée à cinq reprises pour jouer en Équipe du Mexique de Fed Cup.
Elle est médaillée d'or des Jeux panaméricains de 1967 et médaillée de bronze des Jeux panaméricains de 1963.